# Bledius procerulus
Bledius procerulus är en skalbaggsart som beskrevs av Wilhelm Ferdinand Erichson 1840. Bledius procerulus ingår i släktet Bledius, och familjen kortvingar. Enligt den svenska rödlistan är arten sårbar i Sverige. Arten förekommer i Götaland. Artens livsmiljö är havsstränder, jordbrukslandskap.